# Danh sách phim VTV phát sóng năm 2016
Đây là danh sách phim VTV phát sóng trong năm 2016.
←2015 - 2016 - 2017→

## Phim Tết Nguyên Đán
Phim phát sóng từ 20:10 đến 21:00 các ngày 28 - 29 và mùng 1 - mùng 2 Tết Nguyên Đán Bính Thân trên kênh VTV1.
| Thời gian     | Tên                   | Số tập | NSX | Đoàn làm phim | Bài hát chủ đề            | Thể loại           | Ghi chú                             |
| ------------- | --------------------- | ------ | --- | --- | ------------------------- | ------------------ | ----------------------------------- |
| 5 - 9 tháng 2 | Lời nói dối ngọt ngào | 4      | VFC | Vũ Hồng Sơn (đạo diễn); Chu Hồng Vân (kịch bản); Anh Thái, Kiên Hoàng, Lê Phương Anh, Lan Phương, Bình Minh, Vân Dung, Quang Thắng, Ngô Phương Linh... | Đón Tết Trình bày: Trà My | Lãng mạn, hài hước | Ghi hình ở Việt Nam và Cộng hòa Séc |

## VTV1 - Phim truyện giờ vàng

### Phim thứ Hai - thứ Ba/thứ Tư
Bắt đầu từ ngày 30 tháng 5 năm 2016, khung giờ "thứ Hai - thứ Ba" được đổi thành "thứ Hai - thứ Tư".
Những bộ phim này phát sóng từ 20:45 đến 21:35 thứ Hai và thứ Ba (trước ngày 24 tháng 5), thứ Hai đến thứ Tư (từ ngày 30 tháng 5) trên VTV1.
| Thời gian                                  | Tên                    | Số tập | NSX                   | Đoàn làm phim | Bài hát chủ đề                                                  | Thể loại            | Ghi chú                                                                           |
| ------------------------------------------ | ---------------------- | ------ | --------------------- | --- | --------------------------------------------------------------- | ------------------- | --------------------------------------------------------------------------------- |
| 5 tháng 1 - 17 tháng 5                     | Mạch ngầm vùng biên ải | 34     | VFC                   | Bùi Huy Thuần (đạo diễn); Nguyễn Văn Cự, Đoàn Hữu Nam (kịch bản); Bảo Anh, Hồng Kim Hạnh, Đình Tú, Tùng Dương, Xuân Tùng, Sơn Tùng, Đình Chiến, Hoàng Tùng, Doãn Quốc Đam, Thiên Kiều, Vân Anh, Đỗ Duy Nam, Trung Cường, Tiến Huy, Nguyễn Huy, Tuấn Cường, Nguyễn Lan Hương, Vĩnh Xương, Tiến Mộc... | Mảnh đời trắng đen Trình bày: Minh Chuyên                       | Hình sự, lãng mạn   | Dựa theo tiểu thuyết cùng tên của nhà văn Nguyễn Văn Cự Sản xuất năm 2015         |
| 23 tháng 5 - 19 tháng 9                    | Đồng tiền quỷ ám       | 46     | VTV và VFS            | Trần Chí Thành (đạo diễn); Nguyễn Như Phong (kịch bản); Đức Sơn, Huỳnh Anh Tuấn, Công Hậu, Thân Thúy Hà, Công Dũng, Hà Việt Dũng, Thạch Kim Long, Cao Thái Hà, Kha Ly, Dương Hoàng Anh, Mỹ Duyên, Lý Anh Tuấn, Hoàng Đức...                                                                          | Sắc màu Trình bày: Trà My Lạc lối Trình bày: Dương Trường Giang | Hình sự, chính luận | Phát sóng từ thứ Hai - thứ Tư bắt đầu từ tập 5. Ghi hình ở Việt Nam và Campuchia. |
| 20 tháng 9 - 19 tháng 12                   | Hợp đồng hôn nhân      | 35     | VTV và Khải Hưng Film | Nguyễn Khải Hưng (đạo diễn); Hoàng Nhung (kịch bản); Bảo Thanh, Tô Dũng, Lâm Vissay, Kiên Trung, Phương Oanh, Phú Thăng, Phương Hạnh, Lý Thanh Kha, Thu An, Phú Đôn, Thùy Liên, Trịnh Huyền, Nguyễn Oanh, Thu Phương...                                                                              | Trả lại yêu thương Trình bày: Minh Thu                          | Lãng mạn, hài kịch  |                                                                                   |
| 20 tháng 12 năm 2016 - 20 tháng 3 năm 2017 | Ngự lâm không kiếm     | 32     | VTV và M&T Pictures   | Trần Chí Thành (đạo diễn); Đoàn Phú Vinh, Lê Anh Thúy, Nguyễn Ngân Hà (kịch bản); Ngọc Thoa, Quế Hằng, Trung Anh, Tùng Dương, Thanh Bình, Huyền Trang, Lương Giang, Kiên Hoàng, Lưu Đê Ly... | Ngự lâm không kiếm & Cuộc đời Sáng tác & Trình bày: Tiến Minh   | Gia đình, hài kịch  | Sản xuất năm 2014.                                                                |

### Phim thứ Tư/thứ Năm - thứ Sáu
Bắt đầu từ ngày 2 tháng 6 năm 2016, khung giờ "thứ Tư - thứ Sáu" được đổi thành "thứ Năm - thứ Sáu".
Những bộ phim này phát sóng từ 20:45 đến 21:35 các ngày từ thứ Tư đến thứ Sáu (trước ngày 27 tháng 5), thứ Năm và thứ Sáu (từ ngày 2 tháng 6) trên kênh VTV1.
| Thời gian                                 | Tên                    | Số tập | NSX | Đoàn làm phim | Bài hát chủ đề | Thể loại              | Ghi chú                                                                                               |
| ----------------------------------------- | ---------------------- | ------ | --- | --- | --- | --------------------- | --- |
| 24 tháng 3 - 7 tháng 7                    | Gia phả của đất        | 38     | VFC | Trần Quốc Trọng (đạo diễn); Đặng Tất Bình (kịch bản); Hoàng Hải, Đàm Hằng, Đỗ Kỷ, Phú Đôn, Đình Chiến, Huyền Sâm, Danh Tùng, Huyền Trang, Minh Châu, Ngô Minh, Phạm Dương, Bá Anh, Nguyễn Kim Oanh, Phan Tuệ, Dương Khánh, Thùy Linh, Tạ Vũ Thu, Hoàng Huy, Chí Kiên, Ngọc Thu, Phạm Thanh Hòa, Mậu Hòa, Hương Lan, Lý Thanh Kha, Danh Thái...                          | Cổng làng Bản thơ vần trẻ em - mở đầu trình bày bởi: Ngọc Linh, Minh Phương và Mỹ Hạnh Bản dân gian đương đại - kết thúc trình bày bởi: Hoàng Tùng và Mai Hoa | Nông thôn, chính luận | 27 tập đầu phát sóng từ thứ Tư - thứ Sáu. Dựa theo tiểu thuyết cùng tên của tác giả Hoàng Minh Tường. |
| 8 tháng 7 - 1 tháng 12                    | Lựa chọn cuối cùng     | 38     | VFC | Vũ Hồng Sơn (đạo diễn); Chu Hồng Vân, Nguyễn Tuấn Thành (kịch bản); Mạnh Cường, Hoàng Xuân, Chí Nhân, Thanh Sơn, Minh Hà, Tạ Minh Thảo, Phương Hạnh, Tạ Am, Bùi Xuân Thảo, Duy Thanh, Chí Cường, Huy Trinh, Xuân Tùng, Huyền Trang, Lệ Quyên, Hoàng Công, Tuấn Cương, Doãn Quốc Đam, Tạ Vũ Thu, Hồng Quang, Phú Thăng, Bình Xuyên, Việt Dương, Quang Lâm, Thanh Tùng... | Nếu em được chọn lựa Sáng tác: Thái Thịnh Trình bày: Lệ Quyên                                                                                                 | Chính luận, hình sự   | |
| 2 tháng 12 năm 2016 - 31 tháng 3 năm 2017 | Chiều ngang qua phố cũ | 26     | VFC | Trịnh Lê Phong (đạo diễn); Nguyễn Hồng Trâm, Chu Hồng Vân (kịch bản); Bùi Bài Bình, Anh Tú, Xuân Trường, Hoa Thúy, Nguyễn Minh Trang, Kim Oanh, Hoàng Lan, Công Lý, Thanh Sơn, Trần Nghĩa, Quang Anh, Đỗ Hà Anh, Huyền Thạch, Nguyễn Vân, Hồng Minh, Vinh Kiên, Nguyễn Huyền Trang, Kiều Trang, Đức Hà, Hoàng Tùng, Phương Anh...                                       | Thật lòng không muốn xa & Chiều ngang phố cũ Trình bày: Minh Quân                                                                                             | Gia đình              | |

## VTV3 - Phim truyện giờ vàng

### Phim thứ Hai - thứ Ba
Những bộ phim này phát sóng từ 21:10 đến 22:00 thứ Hai và thứ Ba trên kênh VTV3.
| Thời gian                                 | Tên               | Số tập | NSX                   | Đoàn làm phim | Bài hát chủ đề                                                                            | Thể loại | Ghi chú |
| ----------------------------------------- | ----------------- | ------ | --------------------- | --- | ----------------------------------------------------------------------------------------- | -------- | --- |
| 13 tháng 6 - 14 tháng 11                  | Nguyệt thực       | 45     | VTV và THL Media Corp | Nguyễn Trọng Hải (đạo diễn); Chu Thu Hằng (kịch bản); Minh Luân, Thiên Bảo, Ninh Dương Lan Ngọc, Tường Vi, Kha Ly, Đức Thịnh, Đào Bá Sơn, Đào Anh Tuấn, Quốc Hùng, Mai Huỳnh, Hải Lý, Don Nguyễn, Quách Ngọc Tuyên, Huỳnh Thảo Trang,Lê Mạnh Phương, Thục Vy... | Ánh sáng ngày mới Thể hiện: Dương Ngọc Yến và Ngọc Minh Vậy là đủ Thể hiện: Hồ Thu Phương |          | |
| 15 tháng 11 năm 2016 - 2 tháng 5 năm 2017 | Ngày mai ánh sáng | 46     | VTV và HDFilm         | Lê Minh (đạo diễn); Thảo Ngân, Đặng Trần Triều Thanh (kịch bản); Bình Minh, Trang Nhung, Đoàn Thanh Tài, Hồng Nhung, Hoàng Anh, Quang Hòa, Quốc Hùng, Hoàng Trinh, Bảo Trân...                                                                                  | Tìm lại lời yêu Thể hiện: Hoàng Thu Trang                                                 |          | Hoãn 1 tập ngày 5 tháng 12 năm 2016 vì phát bù chương trình. Hoãn 2 tập vào các ngày 30 - 31 tháng 1 năm 2017 để phát sóng các chương trình dịp Tết Nguyên Đán Đinh Dậu 2017. Phát sóng 21:30 - 22:20 từ tập 13. |

### Phim thứ Tư - thứ Năm
Những bộ phim này phát sóng từ 21:10 đến 22:00 thứ Tư và thứ Năm trên kênh VTV3.
| Thời gian                                 | Tên                               | Số tập | NSX                 | Đoàn làm phim | Bài hát chủ đề | Thể loại | Ghi chú |
| ----------------------------------------- | --------------------------------- | ------ | ------------------- | --- | --- | -------- | --- |
| 24 tháng 2 - 29 tháng 6                   | Những ngọn nến trong đêm (phần 2) | 36     | VFC và Tincom Media | Nguyễn Khải Anh (đạo diễn); Đặng Minh Châu (kịch bản); Mai Thu Huyền, Bình Minh, Bá Anh, Đinh Y Nhung, Kỳ Hân, Chi Bảo, Anh Tài, Mỹ Uyên, Lan Trinh, Xuân Phúc, Andrea Aybar, Trương Nam Thành, Dương Yến Ngọc, Diệu Thuần, Hữu Độ, Tuyết Liên, Phú Thăng, Bích Thủy, Xuân Hồng, Đan Lê, Nguyễn Mạnh Hà...                                                                               | Tạm biệt Trình bày: Minh Quân | Lãng mạn | Nối tiếp Những ngọn nến trong đêm (2002). Hoãn 1 tập ngày 31 tháng 3 để phát sóng chương trình đặc biệt nhân dịp 20 năm VTV3 "Bản giao hưởng mùa xuân".                                                             |
| 30 tháng 6 - 2 tháng 11                   | Zippo, mù tạt và em               | 36     | VFC                 | Trọng Trinh, Bùi Tiến Huy (đạo diễn); Nguyễn Thu Thủy, Trịnh Cẩm Hằng, Trịnh Khánh Hà (kịch bản); Nhã Phương/Lã Thanh Huyền, Phạm Anh Tuấn/Hồng Đăng, Bình An/Mạnh Trường, Kiều My/Minh Hương, Vinh Kiên/Trọng Nhân, Hoàng Hạnh/Thanh Vân Hugo, Việt Anh, Vân Anh, Quế Hằng, Huyền Trang, Viết Liên, Trọng Trinh, Nguyệt Hằng, Thanh Hương, Hải Anh, Kiên Hoàng... Cameo: Đinh Mạnh Ninh | Anh vẫn nhớ em Trình bày: Phạm Quốc Huy Thôi Trình bày: Giang Hồng Ngọc Quay lại Trình bày: Trang Pháp                                | Lãng mạn | |
| 3 tháng 11 năm 2016 - 22 tháng 3 năm 2017 | Tuổi thanh xuân (phần 2)          | 38     | VFC và CJ E&M       | Nguyễn Khải Anh, Bùi Tiến Huy, Lee Jeong Wook (đạo diễn); Kang Ji Sook, Đặng Diệu Hương (kịch bản); Nhã Phương, Kang Tae Oh, Mạnh Trường, Jung Hae Na, Hồng Đăng, Shin Hae Sun, Tiến Đạt, Minh Châu, Trọng Trinh, Minh Hòa, Son Jong Hak, Lee Ah Hyun, Sơn Tùng, Lý Chí Huy, Vân Anh, Khuất Quỳnh Hoa, Nguyễn Kim Oanh, Tiến Ngọc, Anh Dũng...                                           | Cứ thế Trình bày: Hà Anh Tuấn Đến bên em Trình bày: Hồ Quỳnh Hương Tạm biệt anh Trình bày: Trang Pháp Xanh mãi Trình bày: Hà Anh Tuấn | Lãng mạn | Nối tiếp Tuổi thanh xuân (2014). Ghi hình ở Việt Nam và Hàn Quốc. Hoãn 2 tập vào các ngày 1 - 2 tháng 2 năm 2017 để phát sóng các chương trình dịp Tết Nguyên Đán Đinh Dậu 2017. Phát sóng 21:30 - 22:20 từ tập 19. |

## VTV3 - Rubic 8
Những bộ phim này phát sóng từ 14:20 đến 15:10 thứ Bảy và Chủ Nhật trên kênh VTV3.
| Thời gian                                  | Tên                              | Số tập | NSX | Đoàn làm phim | Bài hát chủ đề                                                                             | Thể loại                      | Ghi chú                                            |
| ------------------------------------------ | -------------------------------- | ------ | --- | --- | ------------------------------------------------------------------------------------------ | ----------------------------- | -------------------------------------------------- |
| 2 tháng 1 - 17 tháng 4                     | Bốn cuộc tình, một người đàn ông | 32     | VFC | Đặng Tất Bình (đạo diễn); Nguyễn Thu Phương, Tống Thị Phương Dung (kịch bản); Anh Thư, Lâm Minh Thắng, Đoàn Thanh Tài, Thúy Ngân, Khánh Huyền, Trúc Nguyễn, Thiên Thanh, Khôi Trần, Thương Tín, Đào Bá Sơn, Nguyễn Phúc Lưu Lan Hương, Hồng Vân... | Chỉ có mình em thôi Trình bày: Nguyễn Ngọc Anh                                             |                               |                                                    |
| 23 tháng 4 - 24 tháng 7                    | Giọt nước mắt muộn màng          | 28     | VFC | Nguyễn Danh Dũng (đạo diễn); Kim Ngân, Hà Anh Thu (kịch bản); Kiều Anh, Lâm Vissay, Thúy An, Thiện Tùng, Hồ Liên, Linh Miu, An Chinh, Phú Đôn, Vân Anh, Hà Anh, Hồ Phong, Đỗ Hà Anh, Nguyễn Mạnh Quân, Trần Nhượng, Mai Hoa, Hoàng Yến, Ngọc Thư, Phong Tháp, Nhật Linh, Quang Anh, Sỹ Hoài, Tuấn Cường, Thùy Linh, Trịnh Khánh Linh, Thương "Cin", Hà Lê...                                           | Ảo ảnh Trình bày: Minh Chuyên                                                              | Gia đình, khía cạnh cuộc sống |                                                    |
| 30 tháng 7 - 20 tháng 11                   | Bồng bềnh trên sông              | 34     | VFC | Lê Hùng Phương (đạo diễn); Huỳnh Mẫn Chi (kịch bản); Công Ninh, Cát Tường, Trung Dũng, Phan Như Thảo, Phạm Kiều Khanh, Phương Thanh, Kiều Minh Tuấn, Phương Bình, Trọng Khang, Diễm Kiều, Hoài Nam, Đình Quân, Hoàng Yến, Phạm Đình Lãm, Vương Anh, Ánh Loan, Tiểu Phương, MC Phương Loan, Châu Tuyền, Mỹ Hằng...                                                                                      | Bồng bềnh con nước Trình bày: Hồng Phượng Xuôi mái chèo Trình bày: Trọng Phúc & Trung Dũng | Nông thôn                     |                                                    |
| 26 tháng 11 năm 2016 - 26 tháng 3 năm 2017 | Điều bí mật                      | 36     | VFC | Mai Hồng Phong (đạo diễn); Thu Trang, Thủy Tiên, Quỳnh Lam, Song Thy, Hồng Hạnh, Mai Linh (kịch bản); Hương Dung, Văn Báu, Chí Nhân, Phan Minh Huyền, Thanh Hương, Công Dũng, Nguyễn Đức Trung, Quốc Thắng, Sơn Tùng, Trần Nhượng, Vân Anh, Diệp Bích, Đồng Thanh Bình, Hồ Liên, Nguyễn Kim Oanh, Viết Liên, Hoàng Yến, Huyền Thanh, Hương Giang, Hồng Nguyên, Phương Hạnh, Thế Bình, Tạ Am, Sỹ Lai... | Đừng vội Trình bày: Thùy Chi                                                               | Gia đình                      | Dựa theo tiểu thuyết cùng tên của tác giả Hân Như. |